# Cappella di Sant'Aquilino
La cappella di Sant'Aquilino è un sacello, situato nella parte destra della basilica di San Lorenzo di Milano, alla quale è collegato da un vano di passaggio. Il sacello risale al V secolo del quale periodo restano i residui di alcuni mosaici.

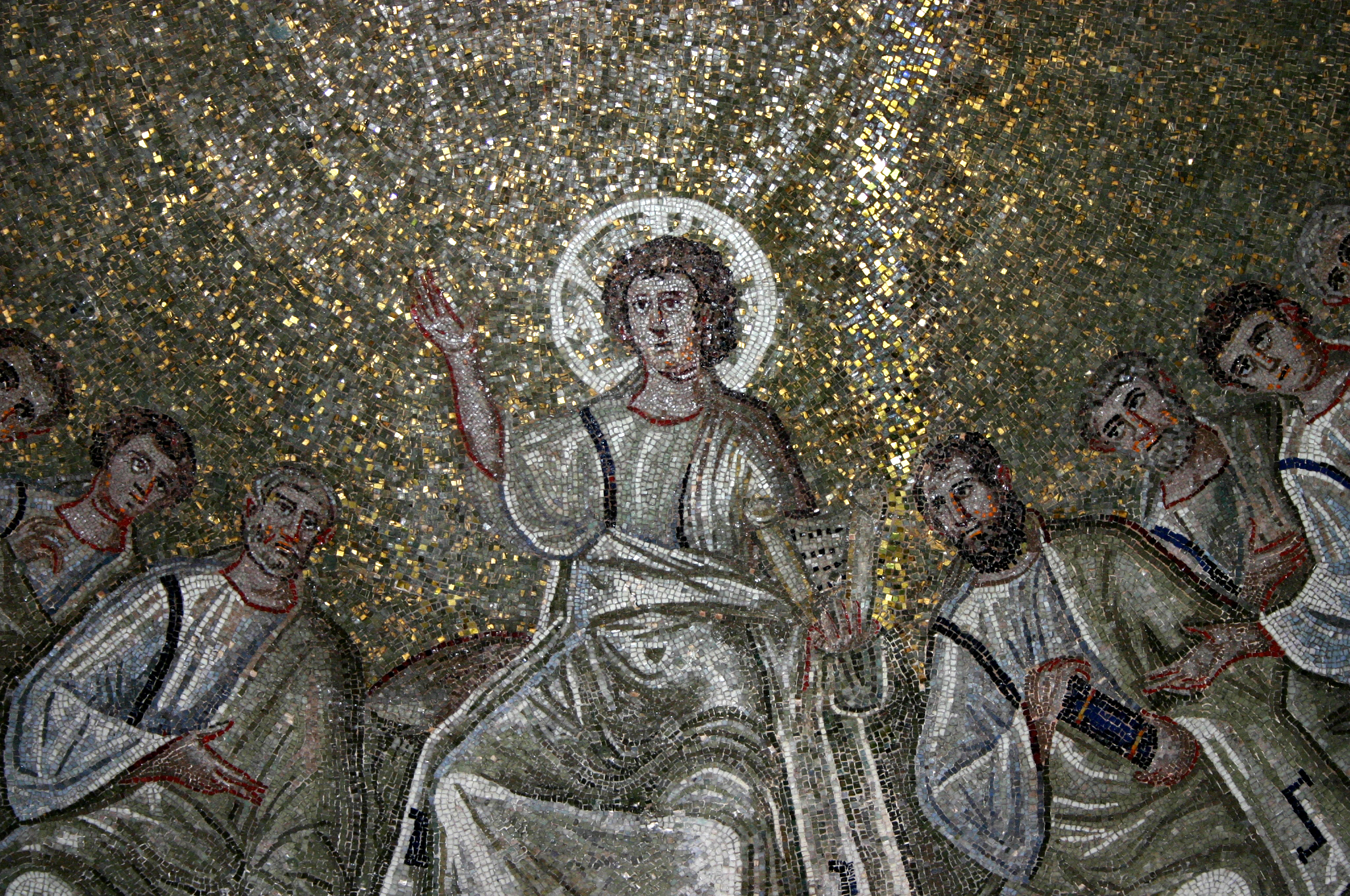
Dettaglio dei mosaici (traditio legis) del sacello di Sant'Aquilino

## Descrizione
La cappella, di impianto ottagonale, è collegata alla basilica da un atrio un tempo interamente ricoperto da mosaici. Di essi restano alcuni frammenti con figure di apostoli e patriarchi delle tribù di Israele, di notevole qualità per l'espressività delle figure e lo studio delle ombre, che li avvicina ai mosaici del Mausoleo di Galla Placidia a Ravenna e di Santa Maria Maggiore a Roma. Risale invece al Trecento l'affresco con la Crocefissione che sormonta l'ingresso.
Di particolare bellezza è il portale che conduce alla cappella, in marmo di Carrara, risalente al I secolo e ottimamente conservato. La fitta decorazione comprende motivi vegetali, frutta, uccelli, delfini e varie divinità fra cui sono stati identificati Giove e Nettuno.
Il sacello ha una base ottagonale ed è interamente rivestito da marmi policromi. La cupola, voltata a ombrello, è originale tardoantica; per alleggerire il peso della struttura nella copertura vennero inseriti tubi fittili e anfore cave. La decorazione della cupola fu distrutta nel Seicento, probabilmente per il cattivo stato di conservazione o per l'iconografia ormai difficilmente comprensibile.

### Decorazione musiva
Le quattro esedre semicircolari erano coperte da mosaici, di cui oggi sopravvivono due catini absidali con Cristo tra i discepoli e Cristo sul carro solare.
Il mosaico della Traditio legis, ovvero Cristo filosofo tra i discepoli, risale al IV secolo e presenta un interessante fondo oro, segno che questa tecnica (in uso dal V secolo), non era una prerogativa dell'arte bizantina, anzi veniva usato anche in Occidente. Nel mosaico absidale della Cappella di Sant' Aquilino (che forse in origine era un mausoleo imperiale) sono rappresentati gli Apostoli, seduti a semicerchio attorno alla figura centrale del Cristo, ai cui piedi è deposto un contenitore con i rotoli delle Sacre Scritture. Tutte le figure sono immerse in un mare di tessere scintillanti d'oro, che rappresenta simbolicamente l'abbagliante luce del paradiso. Seduto in trono, Gesù solleva il braccio destro e tiene un libro aperto nella mano sinistra. Egli viene così presentato nel duplice ruolo di re e di Maestro.
Molto più rara è invece l'iconografia dell'altra abside raffigurante il Sol invictus. Il mosaico, frammentario, rappresenta una quadriga trainata da cavalli bianchi che corre nel cielo, scorta da pastori, che testimonia l'uso da parte dell'iconografia paleocristiana di temi caratteristici dei culti precedenti.

### La cappella centrale
La cappella centrale che custodisce le reliquie del martire fu voluta da Carlo Borromeo alla fine del Cinquecento. La decorazione della volta, a stucco e affresco, fu realizzata da Gabriele Bossi e Giuseppe Galberio, mentre è di Carlo Urbino l'affresco con il Ritrovamento delle spoglie del santo.
È un capolavoro di oreficeria barocca l'urna con le spoglie del martire, forgiata in argento e cristallo di rocca da Carlo Garavaglia alla fine del Seicento. La struttura mostra una chiara ispirazione all'urna con i resti di Carlo Borromeo disegnata dal Cerano e custodita nella cripta del Duomo.

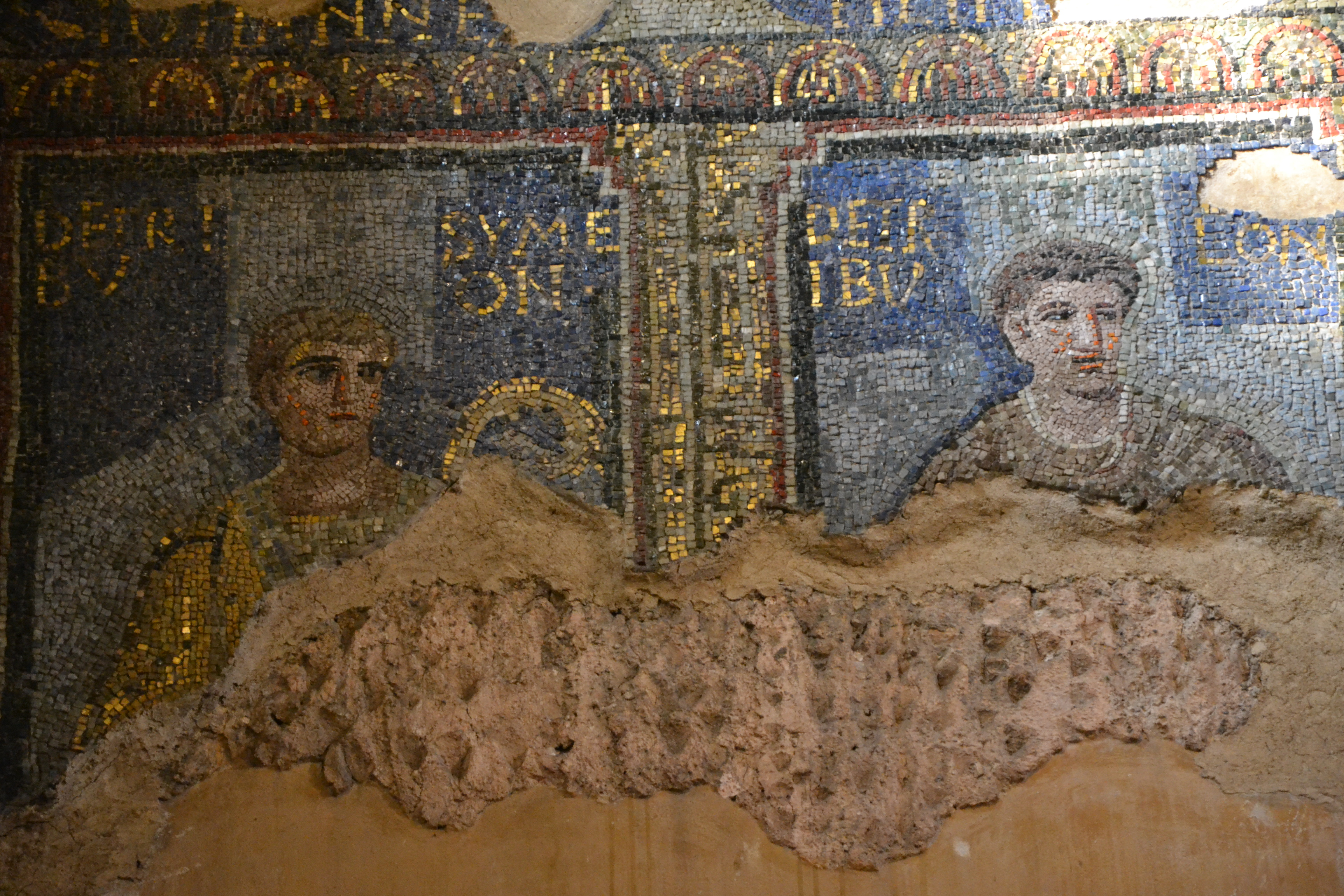
Mosaici tardoromani dell'atrio
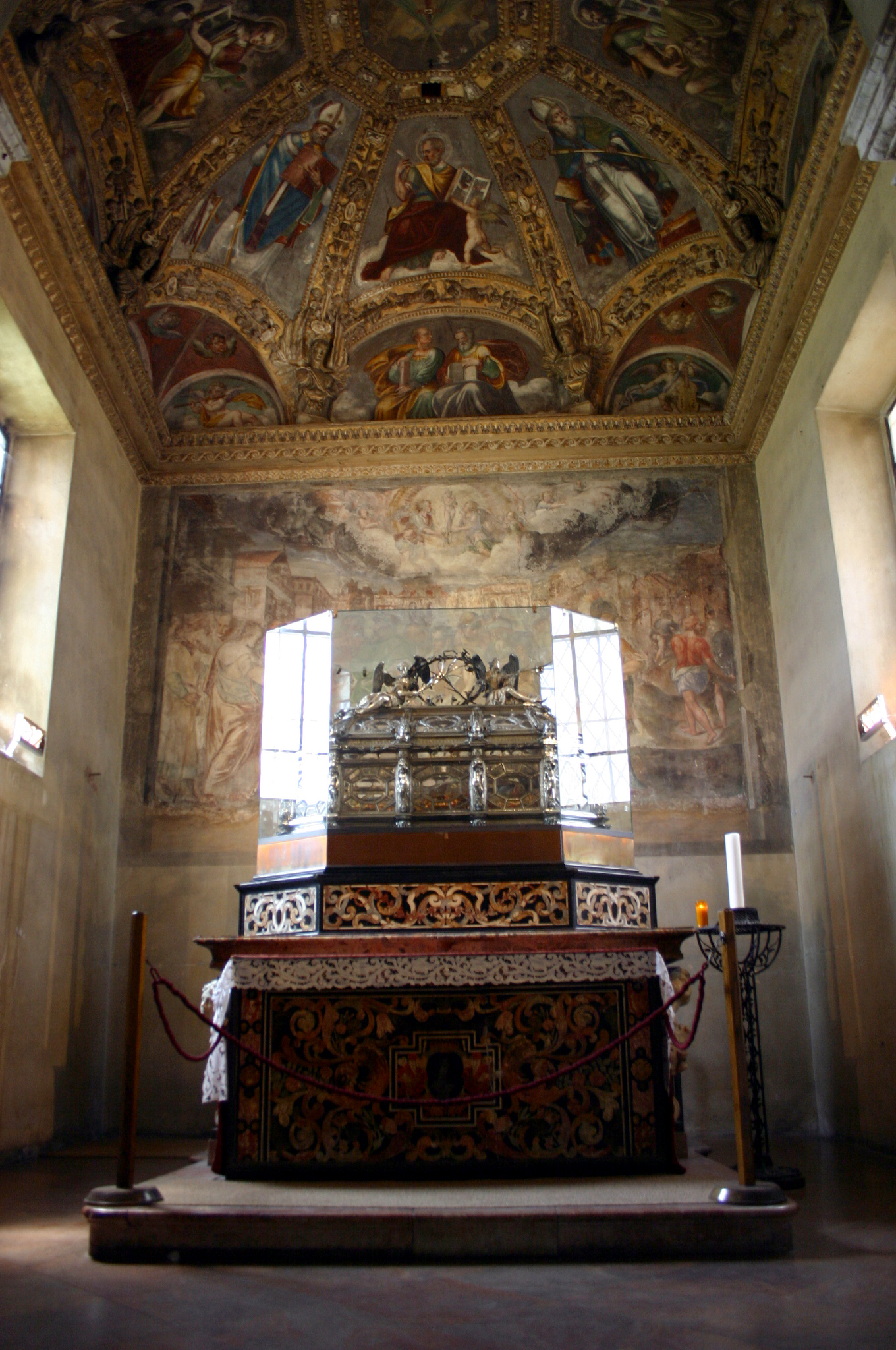
La cappella centrale
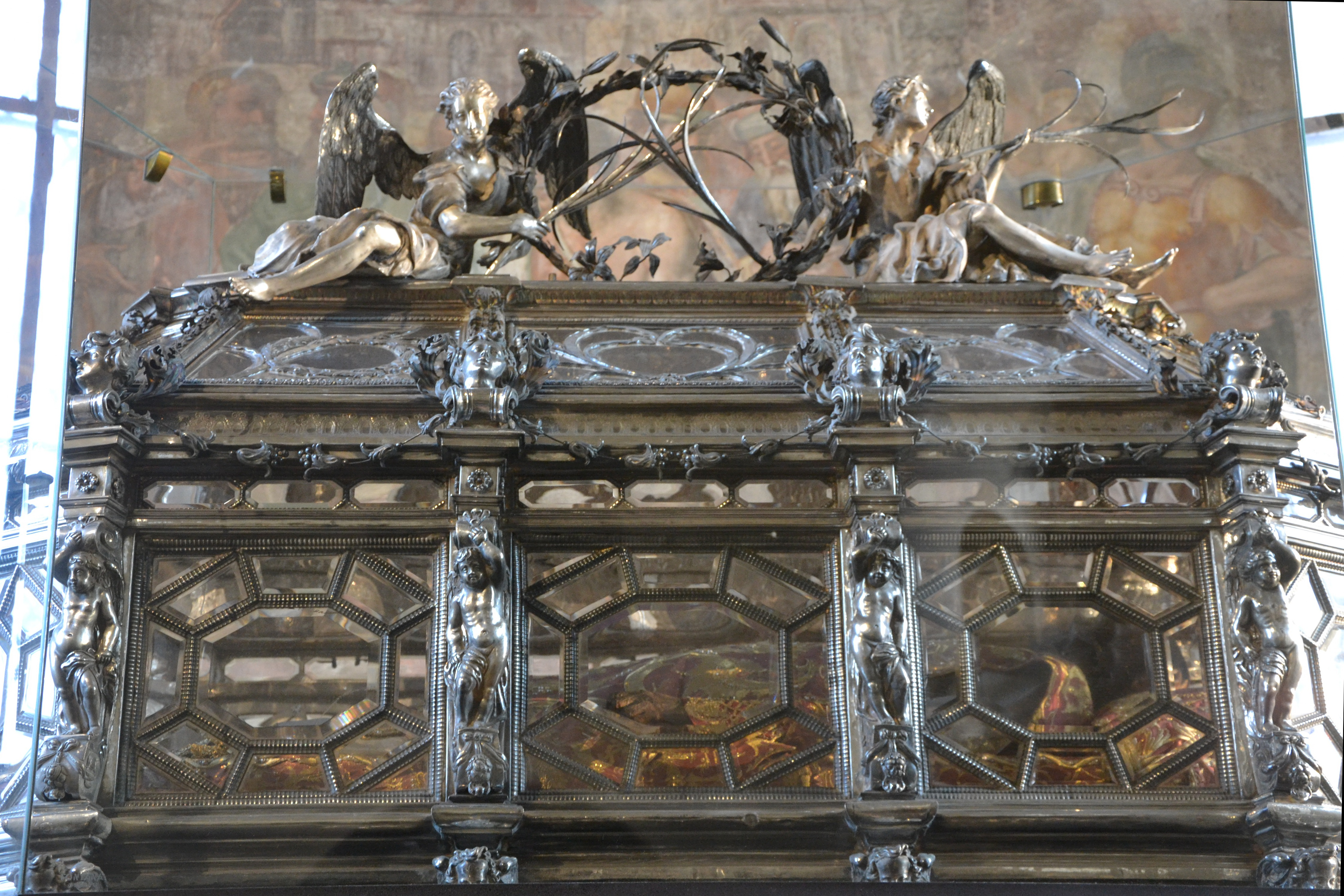
Carlo Garavaglia, arca-reliquiario di Sant'Aquilino
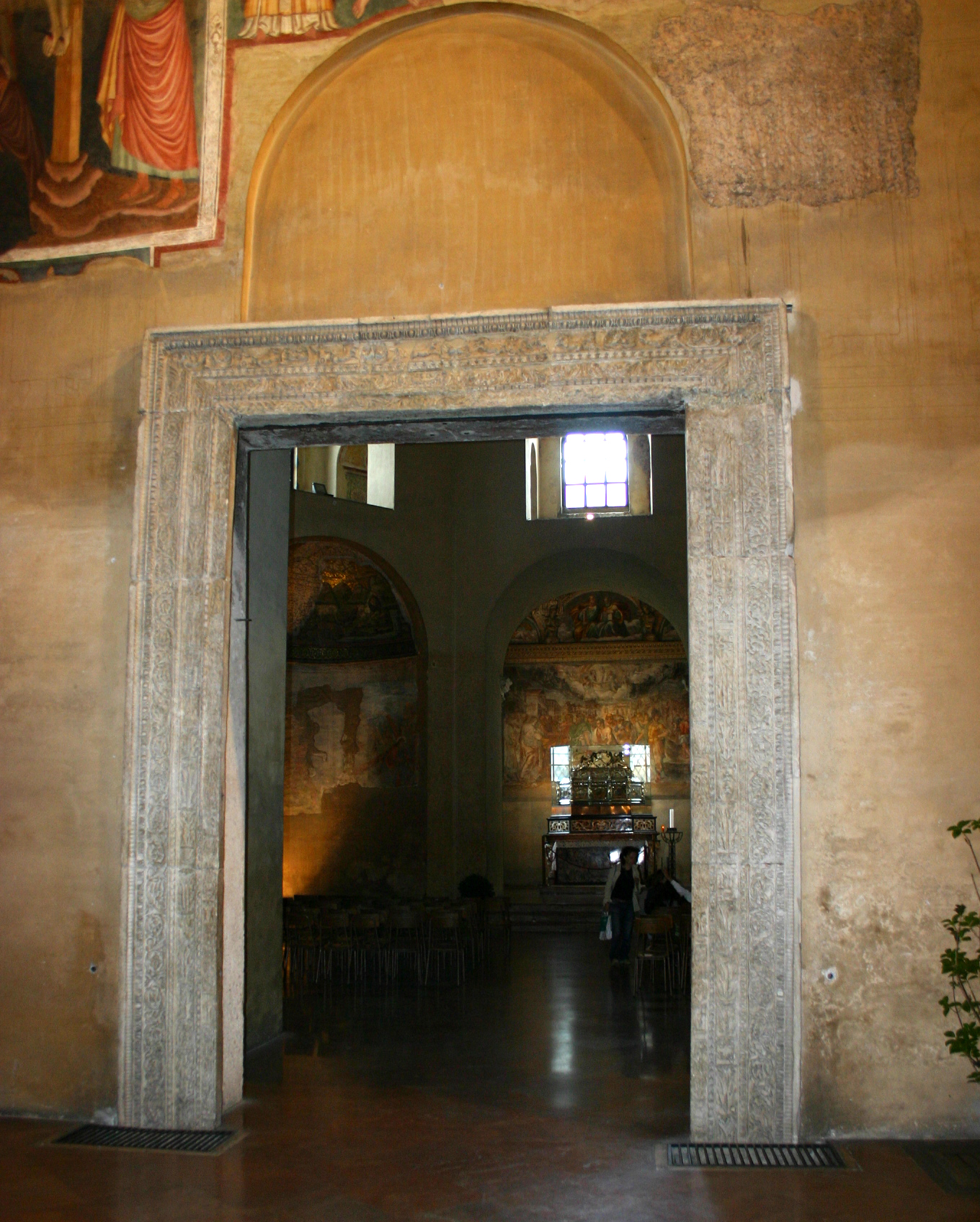
Portale romano
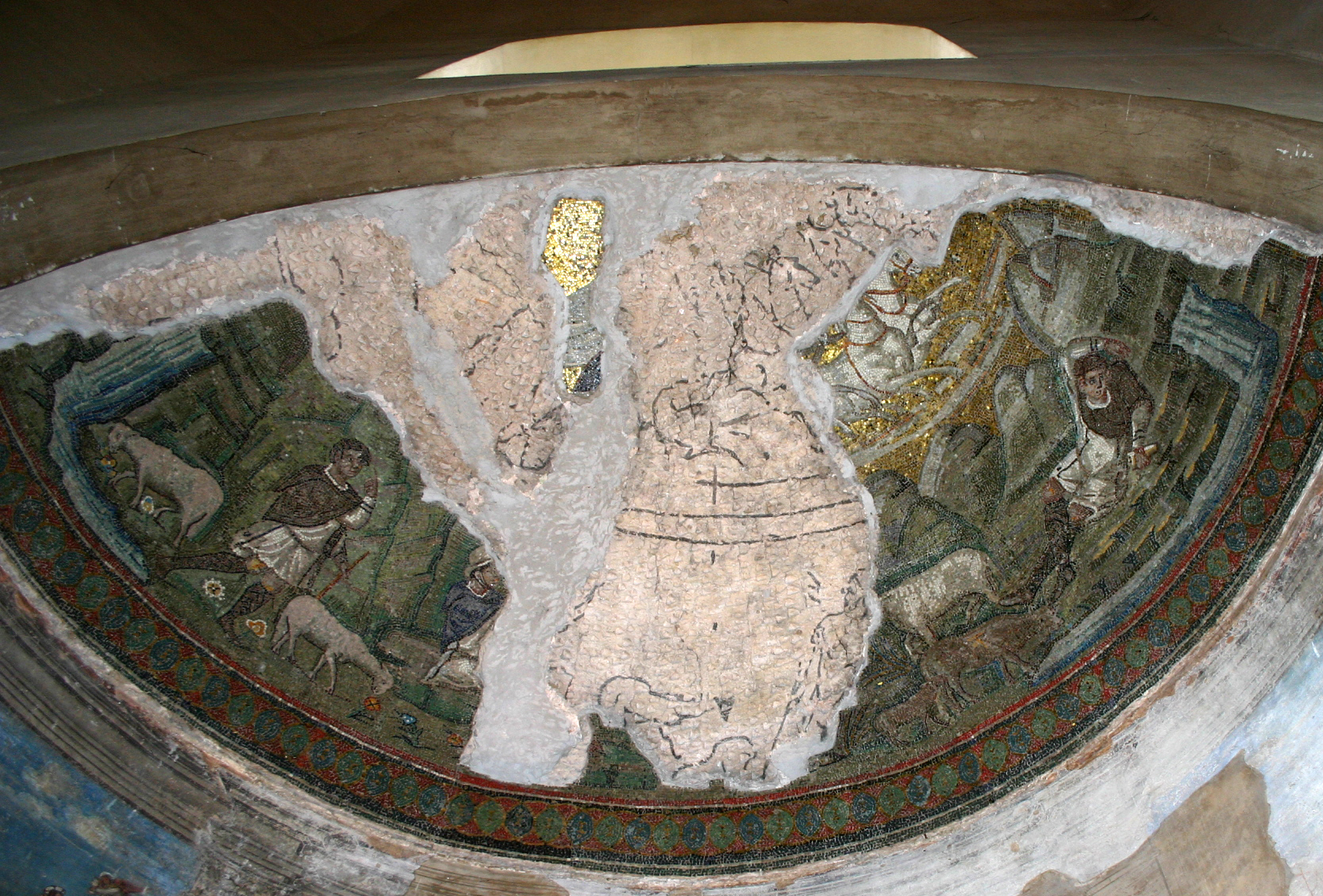
Abside raffigurante il Sol invictus
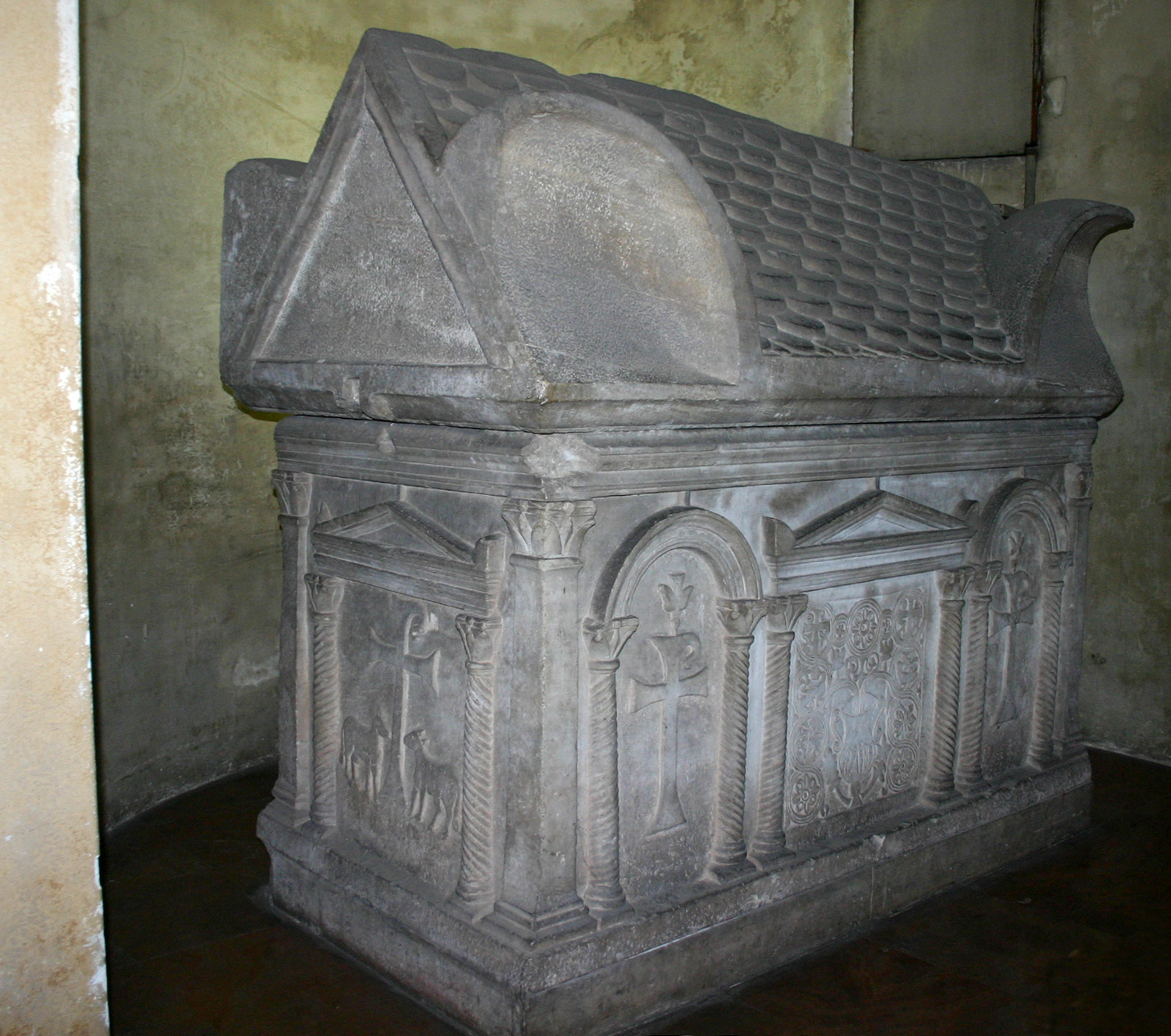
Sarcofago paleocristiano del sec. III d.C.

## Tradizioni
Nel giorno del 29 gennaio, giorno dedicato a sant'Aquilino nella liturgia cristiana, si svolgeva la processione dei facchini della Balla che commemorava il ritrovamento della salma del santo da parte della confraternita dei facchini, che poi lo scelsero come santo protettore. La processione che si snodava dall'attuale via Torino fino alla cappella dedicata (solo in seguito alla sua deposizione) al santo martire terminava con il dono di un otre di olio per tenere accesa la lampada posta a fianco della tomba del santo. Sebbene al giorno d'oggi la processione non si svolga più, ogni anno un delegato del sindaco porge in dono un'ampolla di olio per ricordare questa antica tradizione.